# Melanodytes pustulatus
Melanodytes pustulatus är en skalbaggsart som först beskrevs av Rossi 1792.  Melanodytes pustulatus ingår i släktet Melanodytes och familjen dykare. Inga underarter finns listade i Catalogue of Life.